# Neogossea antennigera
Neogossea antennigera är en djurart som tillhör fylumet bukhårsdjur, och som först beskrevs av Gosse 1851.  Neogossea antennigera ingår i släktet Neogossea och familjen Neogosseidae. Inga underarter finns listade i Catalogue of Life.